# هجاس
الهُجَاس يُعتبر مرض الهجاس من الأمراض المهمة التي تبدأ بشكاوى بدنية، وهو الشكوى المستمرة من أعراض تظهر في الجسم والآلام يؤوِّلها المريض على أنها علامات لمرض خطير كالسرطان أو أمراض القلب أو الكلية، ومهما تتم محاولات إقناعه بعدم خطورة حالته الصحية وعمل الأبحاث الطبية المختلفة إلا أنه يكون دائم التردد على الأطباء وعمل الأبحاث في معامل ومختبرات عدة وكذلك اضطراب الجسد أي أنه يشتكي من عدة أعضاء أو أجهزة في جسمه ولكن دون الخوف من مرض محدد، وعادة ما يكون الخطب المشتكى منه آلاماً في الجسم وأعراضها ناتجةً من الجهاز العصبي أو القلب الدوري.
أخيراً مرض (النيوراستينا) أو الإعياء النفسي والإحساس بالتعب والإرهاق الجسدي والنفسي حيث يشكو المريض التعب لأقل جهد أو أقل تركيز وعادة ما يؤول ذلك إلى فقر الدم أو كسل في الكبد أو نقص المناعة... الخ، ولكنه مرض نفسي يتميز بهذه الأعراض ويتصور الذين يعانون من أوهام هذا المرض أن الأمراض تساعدهم كميكاترم أو كأسلوب هروبي لتخفيف حدة القلق المتولد عن إحباطاتهم الشخصية، وعندما تتحسن أو تتعدل حالتهم تنتظم حياتهم وتُحل مشاكلهم الخاصة.
فمن الممكن أن يحرزوا نجاحاً كبيراً من حيث ما يطرأ على صحتهم من تحسن فعلي أو من حيث نظرتهم لأنفسهم من الناحية الصحية.
مرض الهجاس عرف منذ العصور الإغريقية،
يقول العالم هيبوقراط أن الإعياء الذي لا يعرف له سبب ينذر بمرض، كما يقول من يوجعه شيء من بدنه ولا يحس بوجعه في أكثر حالاته فعقله مختلط، والإحساس بوجود مرض دون الإحساس به يشير إلى علة في القوى الإدراكية، وينبغي الإشارة إلى أن اهتمام المريض الزائد بصحته لا يستند إلى أساس عضوي أو إلى وجود علة عضوية حقيقية حيث تدل البحوث العلمية الدقيقة التي تجرى على مثل هؤلاء المرضى على سلامة أبدانهم.
ويشير العالم (انجلش) إلى الطبيعة المرضية لهذا الاهتمام المصحوب بمبالغة المريض بكل عرض يعتريه مهما كان بسيطاً.

## تعريف الهجاس
هناك عدة تعريفات للهجاس منها الآتي:
1 – الهجاس اضطراب نفسي المنشأ عبارة عن اعتقاد راسخ بوجود مرض رغم عدم وجود دليل طبي على ذلك، وهو تركيز الفرد على أعراض جسمية ليس لها أساس عضوي.
وذلك يؤدي إلى حصر تفكير الفرد في نفسه واهتمامه المرضي الدائم بصحته وجسمه بحيث يطغى على كل الاهتمامات الأخرى ويعوق اتصاله السوي بالآخرين ويشعر بالنقص والشك في نفسه كما يعوق اتصاله أيضاً بالبيئة به ويطلق عليه أحياناً رد فعل الهجاس.
2 – تعريف آخر: الشخص الذي يعاني من الهجاس هو شخص يهتم بصحته اهتماماً غير سوي فهو يستيقظ في الصباح شاعراً بالإجهاد والإعياء وينتقل من طبيب ألى آخر دون أن يستفيد شيئاً.
وهو إنسان مقتنع باعتلال صحته ومن المحتمل أن يعترض بشدة على أي إنسان يقول له أن صحته جيدة، يتوهم المريض أنه مصاب بأحد الأمراض الخطيرة كالسرطان أو السل أو الإيدز أو الأمراض القلبية وما إن يجري فحصاً طبياً ويتضح من خلاله أنه سليم معافى من الناحية الجسمية حتى يبحث عن مرض آخر ويعاود الفحوصات والكشوفات الطبية ويحزن عندما يخبره الطبيب أن جسمه سليم وليس به مرض.
ويشغل باله أكثر من اللازم بأمور الصحة والمرض ويجري كثيراً من التحاليل لدرجة أنه قد يطلب إجراء الكثير من الجراحات دون حاجة واقعية لها.

## مدى حدوث الهجاس
يشاهد الهجاس بصفة خاصة في العقدين الرابع والخامس من العمر، وقد ثبت أن الهجاس نادر الحدوث عند الأطفال إلا في بعض حالات فقدان الأم أو الإيداع بالمؤسسات، ويظهر الهجاس كثيراً في الشيخوخة، وقد يرجع ذلك إلى الحاجة الشديدة لدى المسنين لجذب الأنظار ولفت الانتباه إليهم والهجاس شائع لدى الإناث أكثر من الذكور، ويلاحظ الهجاس أيضاً في حالة العجز أو الإعاقة حيث يبالغ في الإصابة الجسمية.

## الشخصية قبل المرض
تتسم الشخصية قبل المرض بالتمركز حول الذات بشكل غير ناضج والميل إلى الانعزال والاهتمام الزائد بالصحة والجسم.

## عملية أو حيلة الإزاحة
تتدعم مكانته في نظر الناس والآخرين، ولا يوجد حاجة لمزيد من الكفاح والصراع من أجل تحقيق الأهداف التي يصعب تحقيقها ومعنى ذلك أن القلق الذي يثار من هذا الموقف تتم إزاحته إلى انشغال البال بجسمه ووظائفه، والاهتمام الذي يوجهه هو إلى جسمه كذلك الأطباء والمحيطين به يزيد من أهمية جسمه يشعر بأن المحيطين به يهتمون به، ويعوضه ذلك عن مشاعر النقص والدونية ومشاعر الفشل والإحباط ويتحكم مريض هجاس المرض في سلوك الآخرين حياله فإذا طلبوا منه أداء عمل لا يرغب هو في أدائه لجأ إلى تكثيف أعراضه بحيث يرغمهم على التخلي عن مطالبته بالقيام بمثل هذا العمل.
وينظر إلى الهجاس من الناحية الدينامية على أنه دفاع نفسي يلجأ إليه المريض لا شعورياً لتحقيق أهداف ومكاسب على رأسها تجنب المسؤوليات وتخفيف العمل والمواساة والاهتمام به وتجنب اللوم، وقد يسيطر على من حوله وربما يحصل على بعض المزايا الأخرى، ويلاحظ أن ضحايا الهجاس لا يتعارضون ولا يتصنعون المرض شعورياً ولكن المؤكد أنهم يعانون من القلق والضعف العصبي.

## أسباب الهجاس
رغم أن المريض يعتقد «واهماً» أنه مريض عضوياً إلا أن مشكلته في الحقيقة نفسية المنشأ، وهناك أسباب كثيرة تؤدي إلى الهجاس منها ما يلي:
- الحساسية النفسية عند بعض الناس حيث نجدهم يتوهمون أنهم مصابون بمرض يكونون قد سمعوا عنه من الأطباء أو المعالجين وفهموا فهماً غير سليم أو أساءوا الفهم أو قد يكونوا قرؤوا عنه قراءة غير واعية وعلى غير أساس علمي في الكتب والمجلات والمواقع الطبية.
- وجود القلق والضعف العصبي ووجود العدوان المكبوت ومحاولة مقاومته.
- الفشل في الحياة، وبصفة خاصة الفشل في الحياة الزوجية وشعور الفرد بعدم قيمته ويكون الهجاس بمثابة تعبير رمزي عن هذا الشعور ومحاولة الهروب من مسؤوليات الحياة أو السيطرة على المحيط عن طريق كسب المحيطين والمخالطين.
- العدوى النفسية حيث يكتسب المريض الأعراض من والديه اكتساباً حيث يوجد الهجاس لديهم، وحيث يلاحظ اهتمامهما أكثر من اللازم بصحة الأولاد، أو خبرة المعاناة الشديدة من مرض سابق ووجود عدوان مكبوت ومحاولة مقاومته أو وجود تهديد شخصي لا شعوري مثل قرب دنو الأجل كما في الشيخوخة والخوف من فقدان الحب.

يرى «سيجموند فرويد» أن الهجاس يرجع إلى انسحاب الاهتمام أو الليبيدو من الموضوعات في العالم الخارجي وتركيزه على أعضاء الجسم ويعتقد فرويد أيضاً أن الهجاس = الضعف العصبي + عصاب القلق.
تكشف حياة هؤلاء عن وجود اهتمام قوي ومبكر في أجسامهم وقد يتخذ هذا الاهتمام شكلاً نومياً في مسائل الوجبات أو الإعجاب أو المواءمة الفيزيقية عند المريض والانتباه إلى الوقت الصحيح في الذهاب إلى النوم وتتم المبالغة في هذه النزعة عندما يتعرض الفرد لخيبة الأمل والفشل والإحباط في الحياة الراشدة ومثل هذا الشعور يحتمي المريض هنا في هذه الحالة الخاصة بهجاس المرض كما يحدث في حالة عصاب الوهن أو الضعف يحميه من مشاعر الفشل.
- الخبرات المبكرة غير المواتية التي تمر بحياة الطفل أو الظروف السابقة التي أعدت وهيأت الطفل للإصابة بالمرض، من ذلك الآباء المصابين بالهجاس أنفسهم، فالطفل يتبنى اتجاهات الوالدين وردود أفعالهم كذلك يصبح مهتماً أكثر من اللازم بوظائف جسده، وإذا كان الوالدان يظهران مثل هذا الاهتمام لا بد وأن يتأثر الطفل باتجاهات الوالدين أو أحدهما وينمي في نفسه اتجاهات متشابهة.
- زيادة الاهتمام وقلق الوالدين نحو الطفل، ويحدث ذلك إذا كان الأبوان يظهرون اهتماماً أكثر من اللازم إزاء كل حالة بسيطة تعتري الطفل مما قد يجعل الطفل ينمي في نفسه الاتجاه نفسه وبذلك يصبح أمراً مزعجاً لكل من الطفل ووالديه نحو كل إصابة خفيفة أو الرشح أو وجود أي ألم غامض.
- من العوامل المهيئة أيضاً وجود جروح أو أمراض مبكرة قد يكون الطفل تعرض لها فالأمراض والجروح والإصابات قد تعد الطفل وتهيئه وتجعله مستعداً للإصابة بهجاس المرض فقد يجعل المرض أو الجرح الآباء يغدقون في العطف الزائد على الطفل ولو لمدة معينة.

## أعراض الهجاس
- تسلط فكرة المرض على الشخص «وسواس» والشعور العام بعدم الراحة.
- تضخيم شدة الإحساس العادي بالتعب والألم، والاهتمام المرضي والانشغال الدائم بالجسم والصحة والعناية الزائدة بها، والاهتمام وكثرة التردد على أطباء عديدين والمبالغة في الأعراض التافهة وتضخيمها والاعتقاد أنها مرض خطير، فمثلاً: «المغص يعتبره قرحة في المعدة». وهكذا والتركيز على صغائر الأعراض المرضية ومحاولة المريض تشخيص مرضه بنفسه، وهذا التشخيص غالباً ينطبق مع الحقائق المعروفة طبياً.
- الشكوى من اضطرابات جسمية خاصة في المعدة والأمعاء أو أي جزء آخر من أجزاء الجسم وفي بعض الأحيان يكون اختيار العضو والوظيفة التي تكون هدف الهجاس له علاقة رمزية بالمشكلة التي تكمن وراء الهجاس، فمثلاً: «المراهقون الذين يعانون من صراعات جنسية يكون الهجاس لديهم متمركزاً حول الأمراض السرية والجنسية». والإحساس بحركات الأمعاء وضربات القلب وما شابه ذلك، وتنتقل الشكوى ويجد المريض شكوى إضافية من المرض ويميل المريض إلى تعميم المشاعر الجسمية الشاذة المرتبطة بالهجاس ويشعر أن الجسم كله في حالة معاناة، وقد يؤدي هذا إلى حالة انسحاب كامل بعيداً عن العالم المحيط به.
- الشعور بالنقص مما يعوق الاتصال الاجتماعي ويؤدي إلى الانعزال والانسحاب.
- انشغال الفرد أكثر من اللازم بالوظائف التي تقوم بها أعضاء جسمه مع الاهتمام الزائد عن الحد بأنه سوف يصاب بأحد الأمراض المخيفة كالسرطان مثلاً.
- يميل المصابون بمرض الهجاس للشكوى المستمرة من أوجاع وآلام غامضة، كما يميلون للسعي إلى الحصول على المعالجة الطبية وتعاطي كل أنواع المعالجات الممكنة والمصاب بهذا المرض يبحث عن المساعدة ويهتم بالاضطرابات الخفيفة.

وينبغي الإشارة إلى الطبيعة الوسواسية لهذا الاضطراب حيث يشير إلى الانتباه الوسواسي والقلق حول صحة الفرد.
ومعظم هؤلاء المرضى يكونون في حالة صحية جيدة ويتمتعون بشهية جيدة نحو الطعام ولكن ذلك لا يعني أنهم يتصنعون المرض لأنهم يعتقدون أن أعراضهم حقيقة.
- الهجاس كعرض مصاحب لكثير من الأمراض كالفصام والاكتئاب والهستيريا، وقد يكون انتشاره بين كبار السن حيث تنكمش اهتماماتهم اتجاه موضوعات العالم الخارجي وتنصب على ذواتهم ولذلك يطلق عليه أحياناً «وسواس المرض» وفي أغلب الأحيان تكون شكاوى المريض عديمة الأساس العضوي، وفي بعض الأحيان قد تواجه أعراض عضوية طفيفة أو بسيطة ولكن المريض يجسدها ويبالغ فيها.
- فإذا أصابه إمساك مثلاً توهم أن أمعاءه قد انسدت.
- تأثير المصاب بالهجاس بما يقرأ ويسمع من أجهزة:
يتأثر المصابون بالهجاس بكثير مما تقدمه أجهزة الإعلام حيث تزيد عندهم من حدة القلق حول مدى انتظامهم مثلاً في تناول الفيتامينات والأملاح والمواد الغذائية المختلفة اللازمة لسلامة الجسم وكيف يتحاشون الإصابة بنزلات البرد والفيروسات والأمراض الخطيرة كالسرطان والزهري والسيلان ويعتقد هؤلاء أن صحتهم رديئة وأنهم على حافة السقوط في هاوية.
وفضلاً عن ذلك يعانون من التخمة المزمنة وامتلاء البطن بالغازات والشعور بالألم في الصدر والبطن ويخشون من توقف قلوبهم، ويصيحون في حالة من الهلع والفزع خوفاً من الموت ويظل هؤلاء يتجولون بين الأطباء ويجربون كل أنواع الأدوية والعقاقير ولا تجدي معهم تأكيدات الأطباء بأنهم في حالة جيدة.
وقد يلجأ هؤلاء المرضى إلى الدجالين والمشعوذين دون أن يتعرفوا على طبيعة مرضهم وأنها في الحقيقة حالة نفسية بل من المدهش أنهم يشعرون ببعض الراحة إذا قال لهم الطبيب أنه وجد شيئاً عضوياً لشكواهم، فمثل هؤلاء المرضى يوافقون بسهولة على إجراء العمليات الجراحية وعلى خلع الأسنان، وعلى تلقي كل المعالجات المؤلمة من كل الأنواع ولكنهم يعاودون الكرّة ويبدؤون من جديد بأعراض جديدة ويعتريهم الخوف من الموت.
هل من الممكن أن يكون المريض متعلماً؟
بمعنى أن الفرد يتعلم هذه الاستجابات المرضية ولكنه لا يتعلمها إلا إذا كان لها وظيفة في ذاته وهي في هذه الحالة خفض التوتر والقلق الذي يوجد في الأعصبة الأخرى وهو الناتج من الصراع الناتج بدوره من كبت ومشاعر العدوان والعداوة والدوافع الجنسية...الخ وقد تشكل هذه الظروف الأسرية والتعليمية الظروف المهيئة أو الاستعدادية التي تعد الفرد للإصابة بالمرض.
نظريات توهم تفسر المرض:
1 – نظرية التحليل النفسي:
كان سيجموند فرويد (1806 – 1936) يعتقد أن هذا التوهم عصاب خفيف في مقابل الهستيريا التي كان يعتقد أنها عصاب نفسي وكان يعزوها إلى الممارسة الزائدة عن الحد في العادة السرية التي تنتهي بالضعف الجنسي ولكنه تراجع في النهاية عن هذه النظرية وأعتقد أنها خاطئة.
2 – النظريات السلوكية:
وفقاً لهذه النظريات الهجاس متعلم أو مكتسب من الآباء والأمهات الذين يتخذ الطفل منهم نموذجاً يحتذى به والآباء أنفسهم قد يعززون هذا الاتجاه عن طريق الاهتمام المفرط بصحة الطفل، وهناك من يرجع مثل هذه الاضطرابات إلى نمط الشخصية ولكن كلاًَ من نمط الشخصية وكذلك الاضطرابات قد يرجعان إلى عوامل واحدة في بيئة الفرد من ذلك الحرمان المبكر والجوع وقد يؤثران في شخصية الطفل وفي ضعفها أيضاًَ كما قد يضعف مقاومته ضد بعض الاضطرابات الفيزيقية وكذلك العوامل الجينية قد تلعب دوراً مشابهاً لذلك فقد يولد الطفل وبه ضعف معين في عضو معين من أعضائه وقد يكون لديه بعض السمات الخاصة بشخصيته وكلتا الحالتين ترجعان إلى العامل الوراثي نفسه.

## علاج الهجاس
- استخدام الأدوية النفسية الوهمية، واستخدام الأدوية المهدئة.
- العلاج النفسي الذي يركز على النمطين النفسي والإيحاء لمساعدة المريض على كشف صراعاته الداخلية والتخلص منها، وشرح العوامل التي أدت إلى المرض والعلاقة بينها وبين الأعراض، وتوجيه مجال الاهتمام من الذات إلى مجالات أخرى.

ويفيد هنا العلاج النفسي المختصر والعلاج النفسي الجماعي.
- الإرشاد العلاجي للمريض، وإرشاد الأسرة خاصة مرافقي المريض باتجاه عدم المبالغة في العطف والرعاية وعدم المعاملة بقسوة.
- العلاج الاجتماعي وتحقيق تفاعل اجتماعي أكثر عمقاً ومعنى.
- العلاج بالعمل والرياضة والترفيه لإخراج المريض من دائرة التركيز على ذاته، وتعديل البيئة «المحيط الأسري ومحيط العمل».
- مراقبة المريض خشية الانتحار خاصة إذا كان الهجاس مرافقاً للاكتئاب.